# Preixéns
Preixéns (en catalán y oficialmente, Preixens) es un municipio español de la provincia de Lérida, situado al sur de la comarca de la  Noguera y en el límite con la de Urgel. 

## Geografía humana

### Demografía
Cuenta con una población de 392 habitantes (INE 2024).
| Gráfica de evolución demográfica de Preixéns entre 1842 y 2021 |
| |
| Población de derecho según los censos de población del INE Población de hecho según los censos de población del INEEn estos censos se denominaba Prexens: 1842 En estos censos se denominaba Preixéns: 1857, 1860, 1877, 1887, 1897, 1900, 1910, 1920, 1930, 1940, 1950, 1960, 1970 y 1981 Entre el censo de 1857 y el anterior, crece el término del municipio porque incorpora a 255387 (Ventosas) |

A mediados del siglo XIX creció el término del municipio al incorporar a Ventosas.
| 1900 | 1930 | 1950 | 1970 | 1981 | 1986 |
| ---- | ---- | ---- | ---- | ---- | ---- |
| 906  | 1089 | 971  | 967  | 583  | 599  |

## Economía
Agricultura de secano y de regadío, ganadería, avicultura e industria agropecuaria.

## Lugares de interés
- Castillo de Preixéns, de origen románico.
- Castillo de Pradell, reformado en el siglo XVIII.
- Castillo de Ventosas.